# Friedrich Wilhelm Dieterichs
Friedrich Wilhelm Dieterichs (auch: Friedrich Wilhelm Diterichs und Dietrichs) (* 10. April 1702 in Uelzen; † 13. Dezember 1782 in Orpensdorf bei Stendal) war Architekt, Ingenieur und Baubeamter im Preußen des 18. Jahrhunderts. Er schuf in Berlin und Umgebung barocke Architekturensembles mit hohem künstlerischen Anspruch und gehörte zu den bedeutenden Künstlern des Friderizianischen Rokoko.

## Ausbildung

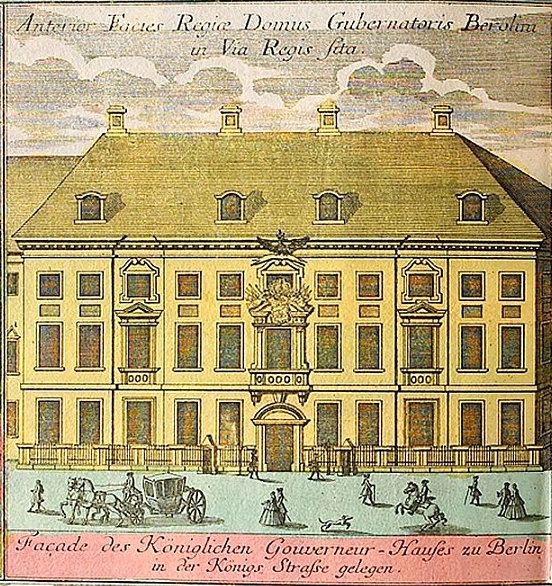
Das Berliner Gouverneurshaus, 1750

Im Alter von 15 Jahren verließ Friedrich Wilhelm Diterichs seine Heimatstadt Uelzen und begann in Berlin eine Ausbildung beim Hof- und Schlossbaumeister Martin Heinrich Böhme (1676–1725). Böhme wirkte als Mitarbeiter Andreas Schlüters an der Umgestaltung und Erweiterung der Schlösser in Berlin und Potsdam mit. Nachdem König Friedrich I. 1713 gestorben war, hatten sich die Bauaufgaben verlagert, weg von den großen luxuriösen Bauten, hin zu Haus- und Straßenbauten, Erneuerung und Instandsetzung der Kirchen, Brücken, Schleusen und Manufakturen Preußens. Kein schlechter Zeitpunkt also für Diterichs, 1717 in das Büro von Böhme einzutreten.
Zu Beginn seiner Laufbahn bekleidete Diterichs eine Stellung als Bauschreiber und war verantwortlich für die organisatorische Belange des Bauens. Von 1719 bis 1724, in der Bauzeit der Schwedter Kirche, avancierte er zum „Kondukteur“, ein Titel der unter dem des Ingenieurs lag. Auch als Architekt wurde Diterichs von seinem Lehrmeister gefördert, und das erste Gebäude, das er 1721 zusammen mit Böhme entwarf und errichtete, war das Gouverneurshaus in Berlin, Königstraße (heutige Rathausstraße) Ecke Jüdenstraße. Von 1721 bis 1723 fertigte er bereits konkrete Pläne für den Umbau der Gertraudenkirche am Spittelmarkt.

## Staatsdienst und Werdegang als Architekt
1723 trat Friedrich Wilhelm Diterichs in den Staatsdienst ein. Als neuernannter Bauinspektor sollte er die Vorstellungen König Friedrich Wilhelms I. zur Hebung des zivilen Bauens in der Kurmark umsetzen. Diterichs war unter anderem zuständig für die Territorien der Ämter und Städte der Altmark und Priegnitz sowie der Uckermark.
Zum Aufgabengebiet der königlichen Bedienten gehörten außer dem Hochbau mit seinen Sonderbereichen Ingenieurbau und Architektur auch die Spezialgebiete des Wasser-, Brücken-, Schleusen-, Wege- und Dammbaus sowie der Industriebau. Zu den ländlichen Industriebauten zählten Kalk- und Ziegelbrennereien, Schneide- und Mahlmühlen sowie die ebenfalls den Domänen unterstehenden Wirtschaftsgebäude mit ihren Brauhäusern. Dass er sein Metier ausgezeichnet beherrschte, bewies Diterichs in den folgenden Jahren mit dem Bau der Schleusen im Rhin bei Ruppin (1728), in Fürstenwalde (1727), im Neuen Graben (1726), der Mühle in Fürstenwalde (1729), sowie den neuen Brücken von Raßmannsdorf bei Beeskow (1729) und Bindow unterm Amt Storkow (1734).
Sein erster Kirchenbau war die von 1731 bis 1736 an der Stelle eines Vorgängerbaus errichtete Schlosskirche Buch auf dem Besitz des Ministers Adam Otto von Viereck. Für diesen hatte er bereits um 1724 das Gutshaus zum Schloss Buch umgebaut (nach Kriegsschäden 1964 beseitigt) und errichtete 1734 auch dessen Stadthaus in der Spandauer Straße (kriegszerstört).

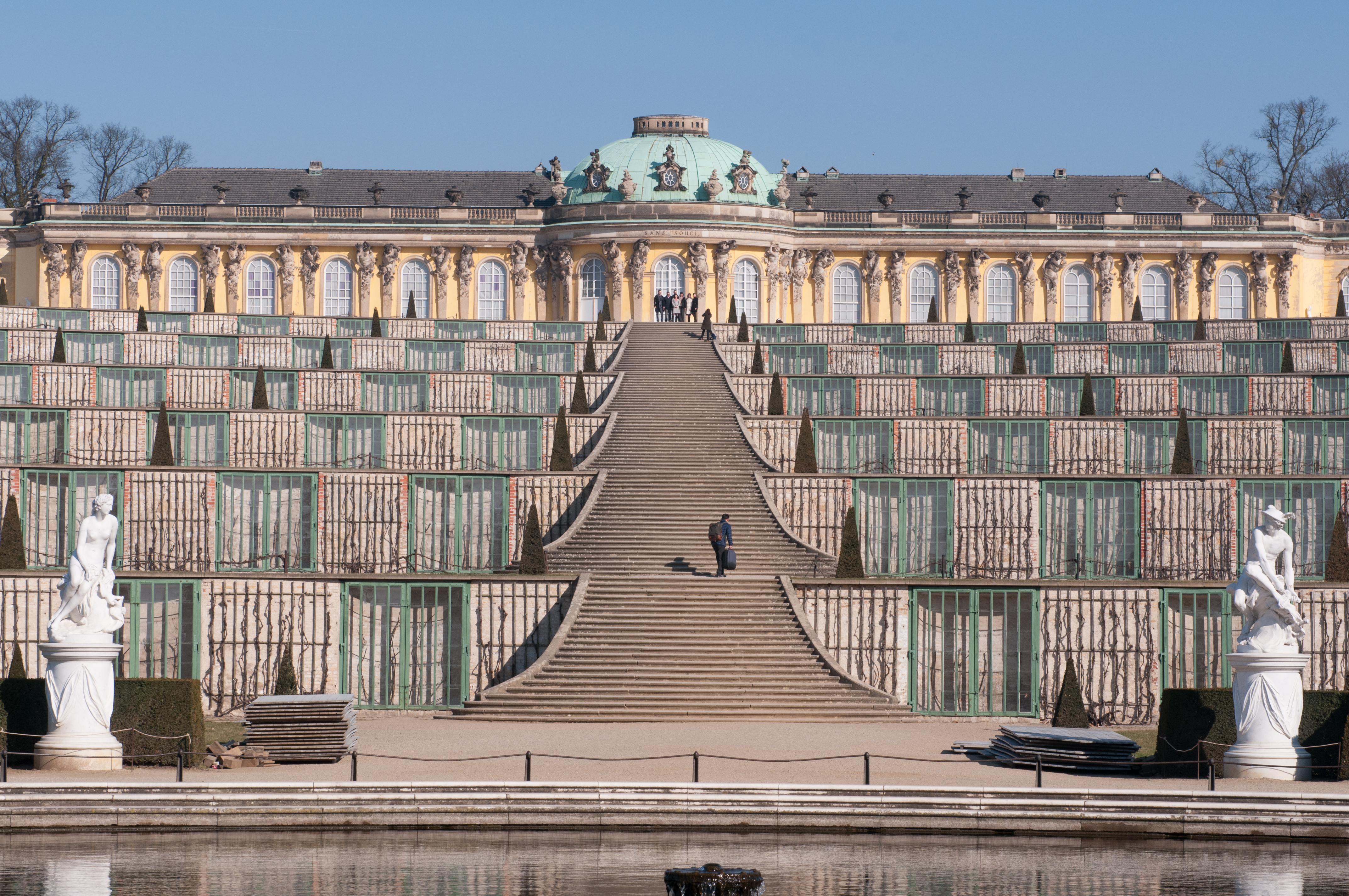
Der von Diterichs terrassierte Weinberg in Sanssouci

Im Jahre 1737 wurde Diterichs zum Baudirektor und im Jahre 1742 zum Oberbaudirektor ernannt. Als Mitarbeiter des Architekten und Malers Georg Wenzeslaus von Knobelsdorff (1699–1753) war er in den 1740er Jahren in Potsdam als bauleitender Architekt maßgeblich an der Entstehung der Terrassen, der Gruft und der Baupläne des Schlosses Sanssouci beteiligt; er übertrug die Risse Knobelsdorffs ins Detail, wählte die Materialien aus, schloss die Verträge mit Bildhauern und Steinmetzen und beauftragte Johann Gottfried Büring und Carl Ludwig Hildebrandt, mit denen er bereits den Weinberg terrassiert hatte, als „Conducteure“ mit der Ausführung des Schlossbaues. Am 14. April 1745 wurde der Grundstein gelegt. Am 2. Mai wurde Diterichs jedoch durch Kabinettsbefehl als Bauleiter durch Jan Bouman ersetzt und kehrte, ebenso wie Büring, nach Berlin zurück.
Der Garteninspektor und Oberhofbaurat König Friedrichs II., Heinrich Ludwig Manger, beschrieb die Umstände der Entlassung in seiner Baugeschichte von Potsdam 1789 wie folgt:

„Allein entweder Diterichs hatte dem damaligen Kammerlieblingen des Königs (gemeint ist Fredersdorf) nicht genug hofieret, oder er mußte sich auf andere Art Feinde gemacht haben, die nicht unterließen, ihm einen schlimmen Streich zu spielen. Denn vierzehn Tage nach angefangener Arbeit (also nach der Grundsteinlegung vom 14. April 1745) erhielt Neubauer einen Brief von Fredersdorf aus Neisse vom 21ten dieses Monats, mit der Nachricht, ‚daß der vorige königliche Befehl ungültig seyn, und die Gelder zum Weinbergs-Lusthause nicht durch Diterichs, sondern durch Baumann zur Zahlung sollten assignieret werden.‘ Kurz darauf, nämlich den 21ten May, lief auch ein vom Könige selbst unterschriebener Kabinettsbefehl aus Neiße vom 25sten April ein, in welchem es heißt: ‚der Kriegsrath Diterichs soll gar nichts mit meinen Bauen in Potsdam zu thun haben, sondern alle Baue, wozu der Geheimerath Köppen Geld zahlen wird, sollen lediglich durch den Kastellan Baumann geführt werden.‘ Auf solche Weise ward Dietrichs von Potsdam relegirt … Der Konducteur Büring ging nach Dieterichs Abschiede sogleich auch nach Berlin ab; Hildebrand aber blieb hier, und versahe seinen Posten, so lange er sich mit Baumann vertragen konnte …“

Karl Friedrich Schinkel schrieb um 1830:

„Schon im Mai kam ein neuer Befehl des Königs, wonach dem Bauintendanten Dietrichs, der den Kämmerlingen des Königs nicht genug schmeichelte, der Bau abgenommen und einem Kastellan namens Boumann übertragen wurde.“

In Berlin zeichnete Diterichs für verschiedene wichtige Bauten verantwortlich, darunter die 1737 fertiggestellte Böhmische oder auch Bethlehemskirche am heutigen Bethlehemkirchplatz.

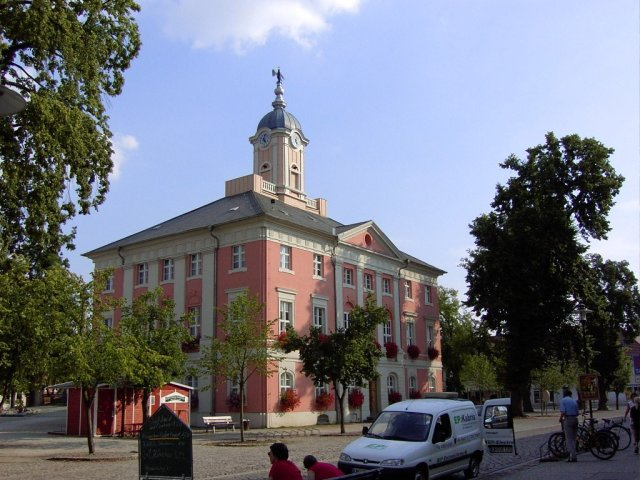
Rathaus von Templin

 Von 1733 bis 1737 erfolgte der Umbau von zwei Häusern in der Oberwallstraße zu einem barocken Palais für Samuel von Cocceji, dem späteren Prinzessinnenpalais. 1737 vollendete er den Bau des von Stoltze begonnenen Palais Happe in der Leipziger Straße (später Kriegsministerium).
1744 heiratete Diterichs die Witwe des Kriegs- und Dommänenrats Gustav Falcke (1693–1743) und wurde dadurch Guts- und Gerichtsherr verschiedener Rittergüter. Der damit verbundene finanzielle Rückhalt ermöglichte es ihm, acht Jahre später seinen aufreibenden Dienst zu quittieren.
In die letzten Jahre vor dem Ende seiner Tätigkeit als Oberbaudirektor bei der Kurmärkischen Kammer fällt der 1748 vom Geheimen Finanzrat von Zinnow nach Diterichs Angaben durchgeführte Umbau des Hauses Unter den Linden 7 in Berlin, das spätere Palais der Prinzessin Amalie. Mit Verzögerung war 1746 der von Diterichs entworfene Neubau des 1735 abgebrannten Rathauses von Templin in der Uckermark begonnen worden.
Unter dem Namen „Niederländisches Palais“ wurde das Gebäude Unter den Linden 36 (heute Nr. 11) in Berlin bekannt, das nach Diterichs Plänen im Jahre 1752 zusammen mit dem Nachbarhaus, dem Palais Hesse, von Andreas Krüger errichtet wurde. Anstelle der 1963 abgerissenen Ruine des Niederländischen Palais wurde 1967 ein etwas abgewandelter Nachbau von Diterichs ebenfalls 1967 gesprengtem Gouverneurshaus aus der Rathausstraße 19 errichtet, unter Verwendung der geborgenen, barocken plastischen Schmuckelemente des Mittelrisalits.

## Gutsherr und freier Architekt

Ephraim-Palais am Mühlendamm; um 1830

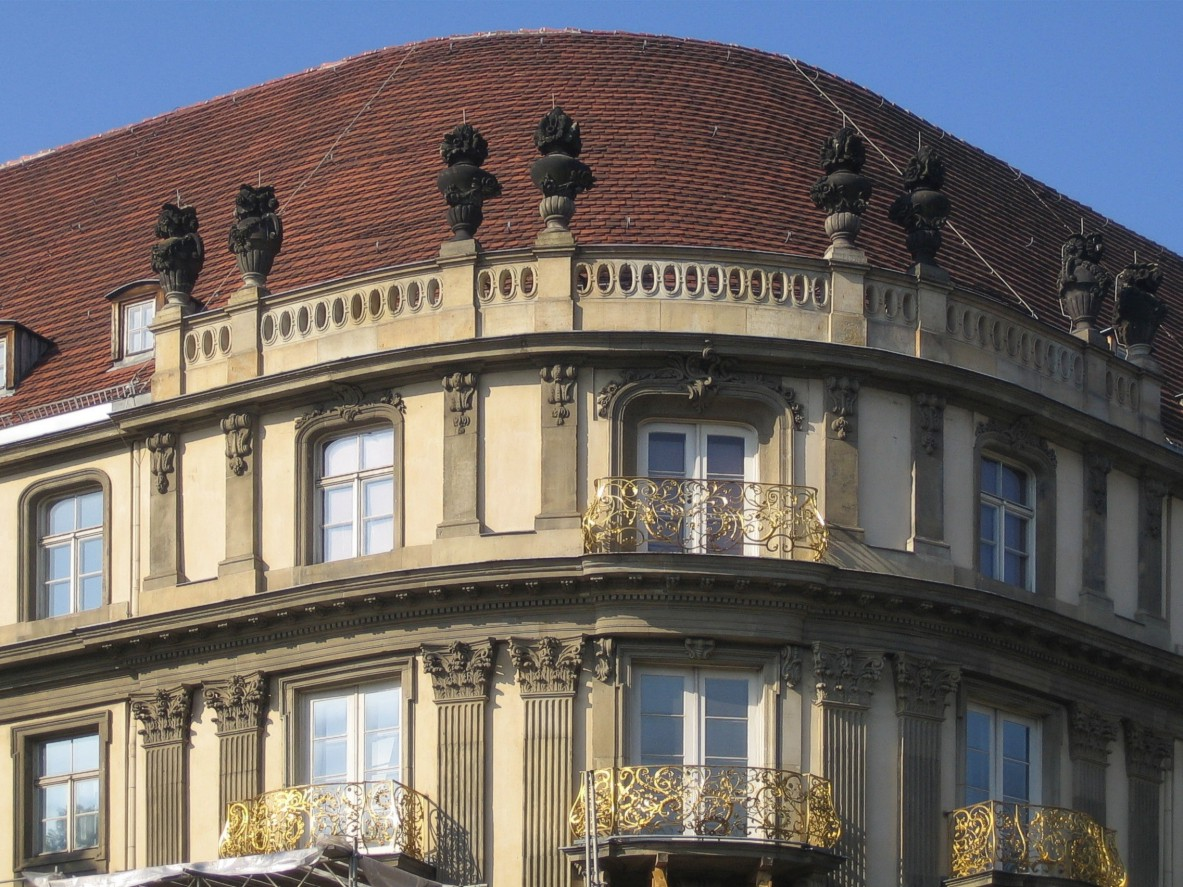
Ephraim-Palais heute, Detail

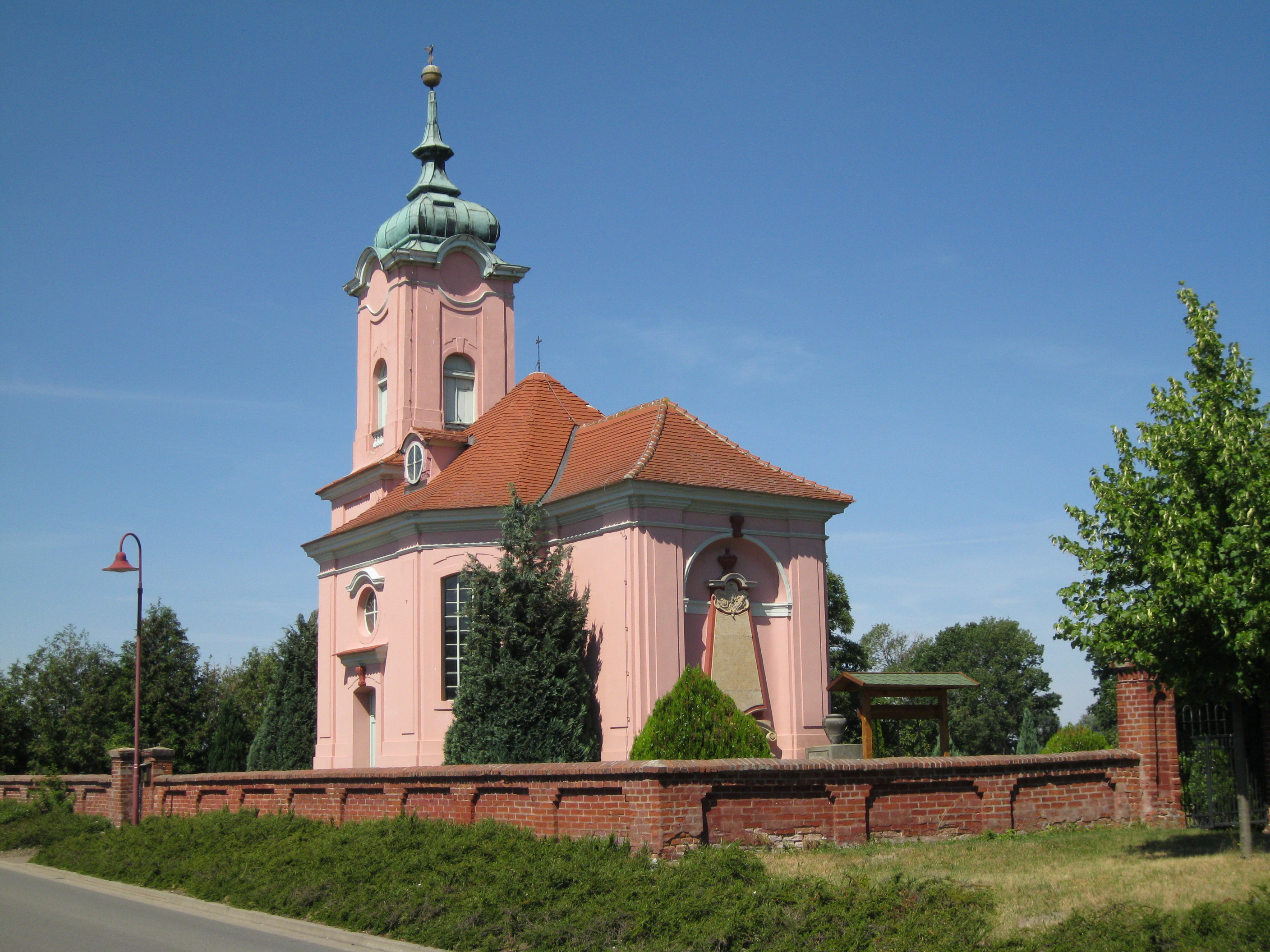
Dorfkirche Orpensdorf

1752 zog sich Diterichs auf das Gut von Orpensdorf bei Stendal zurück und trat erst gegen Ende des Siebenjährigen Krieges wieder in Erscheinung, nunmehr als freier und unabhängiger Architekt. Die Entwürfe für die im Jahre 1747 in Orpensdorf erbaute Kirche stammen ebenfalls von ihm.
In den Jahren 1760 bis 1762 war Diterichs vermutlich mit dem Umbau des Ermelerhauses in der Breiten Straße 11 beschäftigt. Im Auftrag des Lederzeug- und Monturenlieferanten Peter Friedrich Damm entstand eines der stattlichen Bürgerhäuser dieser Zeit. Die mit feudalen Stilmitteln gestalteten Räumlichkeiten machten das Gebäude zu einem attraktiven Repräsentationsgebäude.
1762 erhielt er von Veitel Heine Ephraim, Hofjuwelier und Münzpächter Friedrichs des Großen, den Auftrag, das dreigeschossige Haus auf dem Eckgrundstück Poststraße Ecke Mühlendamm umzubauen. Zwischen 1762 und 1769 entstand so das repräsentative Ephraim-Palais. Die zwei Flügel des viergeschossigen Bauwerkes treffen stumpfwinklig aufeinander und bilden angeblich „die schönste Ecke Berlins“.
Nach Ansicht von Hans Kania geht auch das 1765 errichtete Herrenhaus in Groß Kreutz (Havel) auf einen Entwurf Diterichs’ zurück.